# 爸爸的假期
《爸爸的假期》（英語：Emperor Holidays），2015年中国大陆喜剧片，导演王岳伦，主演郭涛、林志颖、张亮、田亮、王岳伦、成東鎰。

## 剧情
该片延续湖南电视台《爸爸去哪儿》的风格和剧情，讲述父母和孩子一起成长的故事。

## 演出
| 演员   | 角色   | 备注 |
| 郭涛   | 郭涛   |      |
| 郭子睿 | 郭子睿 |      |
| 田亮   | 田亮   |      |
| 张亮   | 张亮   |      |
| 张悦轩 | 张悦轩 |      |
| 王岳伦 | 王岳伦 |      |
| 王诗龄 | 王诗龄 |      |
| 林志颖 | 林志颖 |      |
| 小小志 | 小小志 |      |
| 成彬   | 成彬   |      |
| 成俊   | 成俊   |      |
| 成東鎰 | 成東鎰 |      |

## 制作
韩国男演员成東鎰带着儿子成俊加盟该片。

## 续集兼姐妹篇
2016年，《爸爸的假期》将会翻拍成续集，名为《爸爸的假期II宝贝的假期》，由博纳影业集团、珠江影业传媒股份有限公司、美代(北京)文化有限公司、中央电视台少儿频道、广东长隆集团联合出品，由博纳负责内地发行，发行工作室负责海外及港澳发行，由李锐执导，李锐、赵凌芳、康晓熙、刘十六任编剧，于2016年8月左右在广州长隆旅游度假区（长隆酒店、长隆水上乐园、长隆欢乐世界、香江野生动物园、长隆国际大马戏）开机拍摄历时一个月，本续集将会不再邀请星二代明星家庭参演，改由孙丝墨、曹景程、时嘉妮、张伊瑶四组草根家庭主演，湖南卫视主持人李锐、广东广播电视台主持人宋鹏、小桂、冬晖、雷君君特别演出，2017年1月上映。